# Iwokrama Forest
Iwokrama Forest ist ein Waldgebiet mit ca. 3.710 km² Fläche in Zentral-Guyana, im Herzen des Guiana-Schildes, und einer der „Vier letzten unberührten tropischen Regenwälder“ der Welt neben Kongobecken, Neuguinea und Amazonasbecken. Das Gebiet ist eine wichtige ökologische Übergangszone in  Bezug auf Niederschlag, Landformen, menschliche Ansiedlung und biologische Gemeinschaften.

## Geographie

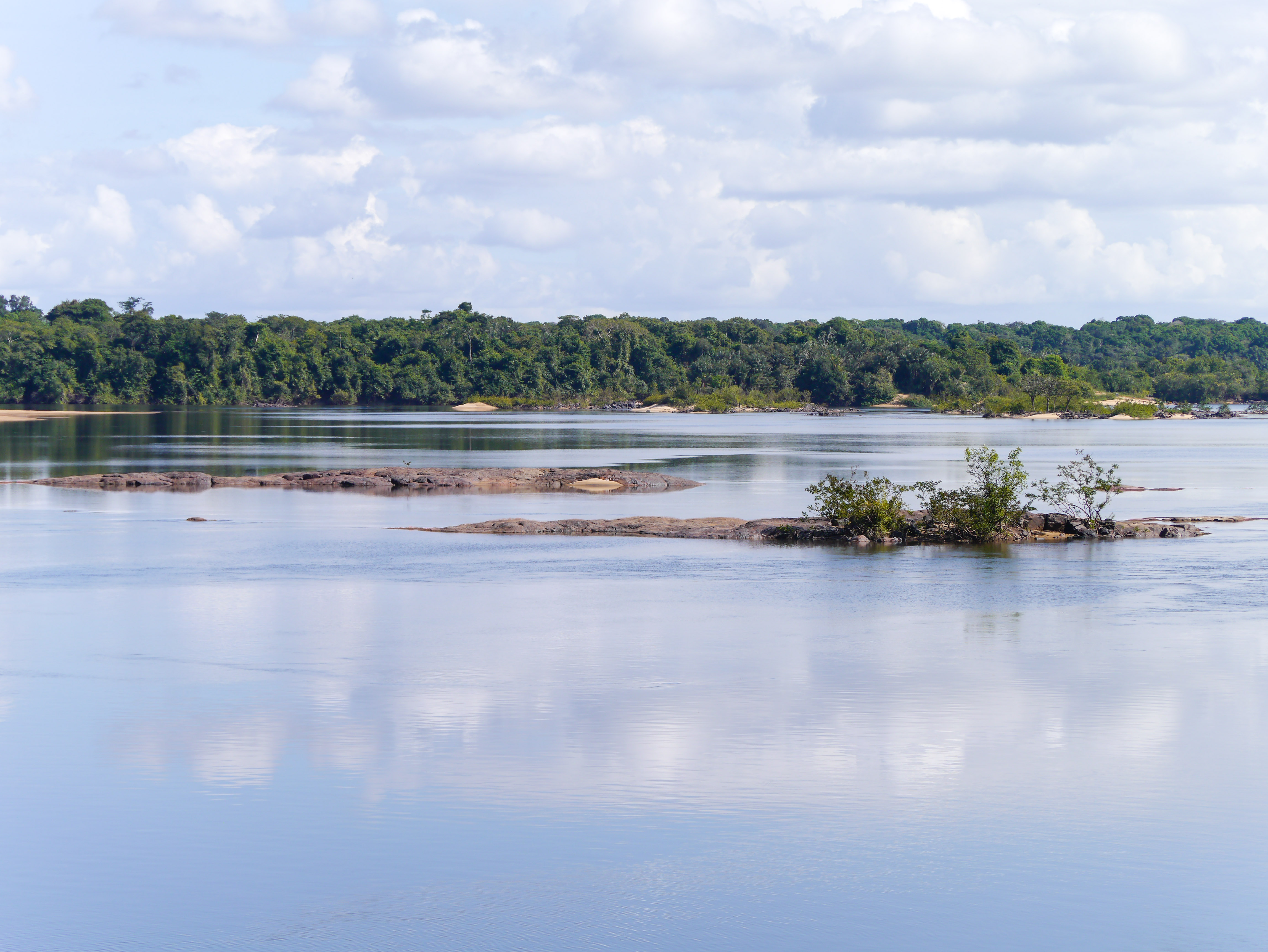
Waldgebiet von Iwokrama.

Das Gebiet erstreckt sich in seiner weitesten Ausdehnung über 85 km von West nach Ost und die größte Strecke von Nord nach Süd beträgt 80 km (50 mi). Die Georgetown–Lethem Road durchschneidet den Wald auf einer Länge von ca. 72 km zwischen den Nordöstlichen und Südlichen Grenzen. Insgesamt liegt das Areal im Koordinatengitter zwischen 4° und 5° Nördlicher Breite und 58.5° und 59.5° Westlicher Länge.
Der Iwokrama Forest grenzt im Westen an die Sierra Pacaraima und im Osten an die isolierten Berggebiete, welche über den Osten Guyana verstreut sind. Im Südwesten schließt sich Savanneenland an, genauso wie im Nordosten von Guyana und im südwestlichen Suriname. Der Essequibo bildt die Ostgrenze. Die Nordgrenze ist der Siparuni. Der Rio Burro-Burro verläuft durch das Zentrum des Gebiets und hat den größten Teil seines Einzugsgebiets innerhalb dieser Grenzen.
Das Gebiet ist bedeckt mit Tiefland-Regenwald und zeichnet sich durch ein hohes geschlossenes Kronendach von 20 bis 30 m Höhe aus.
Die Iwokrama Mountains mit einer Höhe von ca. 1000 m (3.300 ft) bilden das geographische Zentrum des Gebiets. Früher dienten sie als „Rückzugsort“ für das Volk der Macushi. Das Iwokrama International Centre for Rain Forest Conservation and Development und der Wald sind danach benannt.

## Ökologie

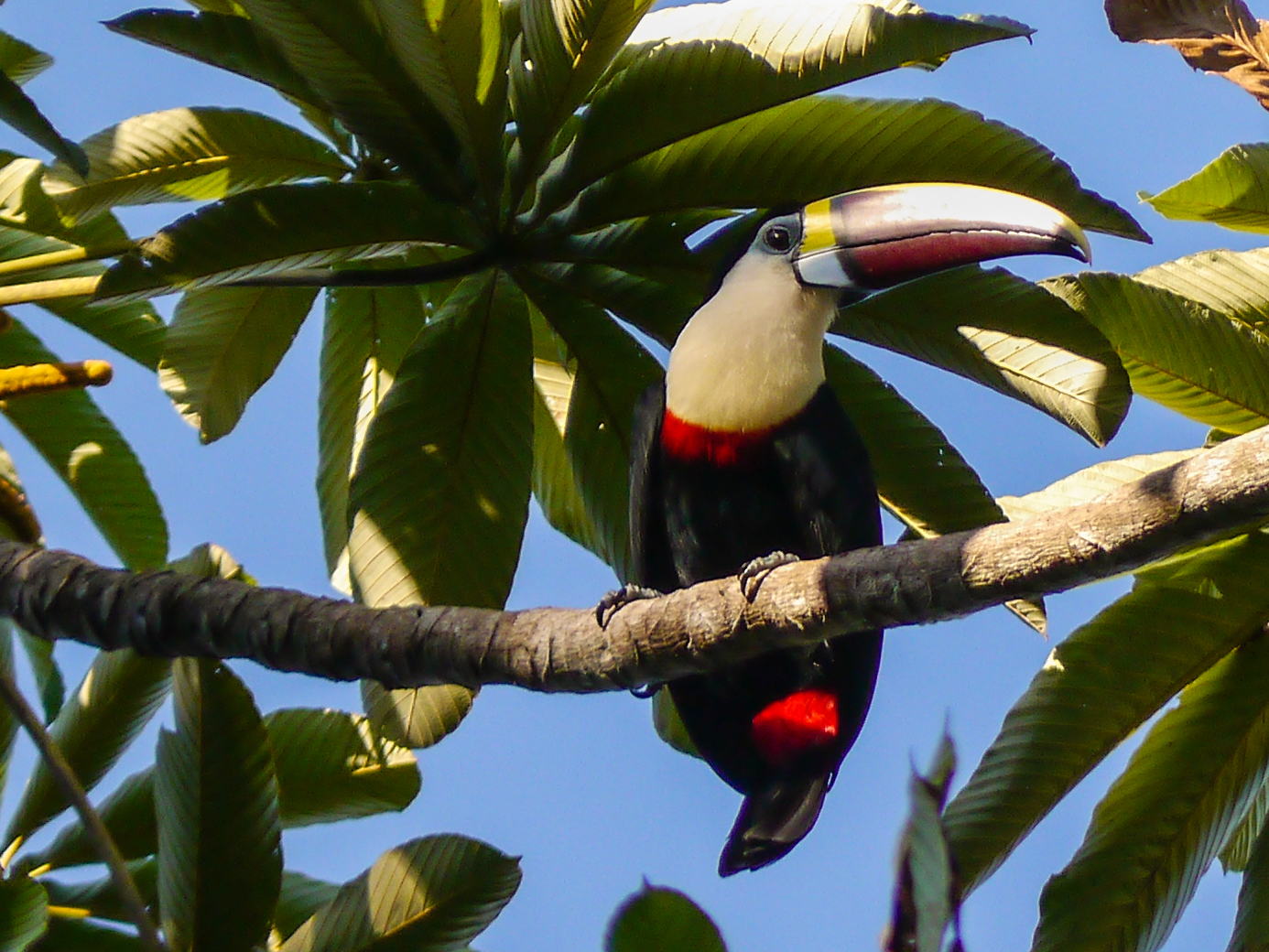
Weißbrusttukan in Iwokrama.

Das Ökosystem des Iwokrama Forest entsteht aus der Mischung von Floren- und Faunen-Elementen aus Amazonien und Guiana. Daher gibt es einen hohen Artenreichtum und zahlreiche Tierarten, die in weiten Gebieten vom Aussterben bedroht oder bereits ausgestorben sind, wie zum Beispiel der Große Ameisenbär.
Der Iwokrama Forest hat den höchsten Artenreichtum von Fischen (bisher mehr als 420 beschriebene Arten) und Fledermäusen (90) in Bezug auf die Fläche im Vergleich mit jedem anderen Ort der Welt. Daneben gibt es auch mehr als 500 Vogelarten. Iwokrama wurde als Biodiversitäts-Hotspot für mehrere Pflanzenfamilien eingestuft, unter anderem Lecythidaceae und Chrysobalanaceae.